# بيرغه برسيمين (مقاطعة إسلام آباد غرب)
بيرغه‌برسيمين (بالفارسية: پیرگه‌برسیمین) هي قرية تقع في قسم حومة الجنوبي الريفي (مقاطعة إسلام آباد غرب) في إيران. يقدر عدد سكانها بـ 184 نسمة بحسب إحصاء 2016.